# باول ماكي (كاتب)
باول ماكي (بالإنجليزية: Paul McKee)‏ هو كاتب أمريكي، ولد في 14 أكتوبر 1899 في شارون في الولايات المتحدة، وتوفي في 26 نوفمبر 1974 في غريلي في الولايات المتحدة.